# Герб Жуковского
Городской округ Жуковский Московской области РФ имеет собственный герб и флаг, которые являются официальными символами города.

## Описание герба
В лазоревом (синем, голубом) поле три широких наконечника стрел (два и один), сопровождённые во главе вписанным по сторонам лётом; все фигуры золотые.

## Обоснование
Город Жуковский назван в честь русского учёного в области механики, одного из основоположников современной гидроаэродинамики, организатора первых российских авиационных научно-исследовательских учреждений профессора Николая Жуковского (1847—1921). На территории города работает Центральный аэрогидродинамический институт им. Н. Е. Жуковского (ЦАГИ), летно-исследовательский институт имени М. М. Громова, что показано в гербе крыльями — обобщенным символом воздухоплавания. Главными фигурами герба являются золотые наконечники стрел — один из древних символов оружия, целеустремленности, твёрдости и мужества. Три стрелы олицетворяют в себе идею взлета, аллегорически отражают профиль города Жуковский — конструирование, построение и испытание военных самолётов. Золото символизирует богатство, справедливость, уважение, великодушие. Лазурное поле щита соответствует небу. Лазурь — символ высоких устремлений, мышления, искренности и добропорядочности.

## Утверждение
Герб города Жуковский утвержден 25 апреля 2002 года решением Совета депутатов города. Герб внесен в Государственный геральдический регистр под №959. Авторы герба: И.Гончар и К.Моченов. 